# Момино
Село Момино се налази у општини Трговиште у Бугарској. Према подацима од 21.07.2005. године има 304 становника.